# Retrato do Rei D. Sebastião (MNAA)
O Retrato do Rei D. Sebastião é uma pintura a óleo sobre tela realizada cerca de 1571-1574 pelo pintor português do renascimento Cristóvão de Morais.
Este Retrato foi realizado quando D. Sebastião (1554-1578) tinha de idade entre 17 e 20 anos e destinava-se a ser oferecido ao Papa Pio V, sendo o rei apresentado como cavaleiro com a sua armadura e a espada sobre a qual apoia a mão esquerda tendo ao seu lado um galgo como símbolo de fidelidade.

## Descrição
Sobre um fundo negro, D. Sebastião é representado a meio corpo com uma armadura de metal ricamente decorada com embutidos a ouro de motivos geométricos, tendo a sair da goleira e dos punhos folhos brancos em canudo. Com a mão esquerda apoiada no punho da espada e a direita na cintura, o rei tem à sua esquerda um cão.
A imagem do jovem rei representado a três quartos revela algumas das características técnicas e pictóricas de Cristóvão de Morais e, como nota Annemarie Jordan, os olhos amendoados, as orelhas pontiagudas, o espaço entre os dedos alongados, os lábios carnudos e cerrados, a cabeça oval e a paleta contrastada dos pretos, vermelhos e brancos, assemelham-se  muito à imagem de D. Sebastião no outro retrato (em Galeria), também de Cristóvão de Morais, a corpo inteiro, que se encontra no Convento das Descalças Reais de Madrid.
Neste quadro de Lisboa, D. Sebastião surge como cavaleiro com armadura, numa tipologia de retratos da corte dos Habsburgo. Por outro lado, a presença de um cão relaciona esta pintura com as mais antigas representações de Carlos V, o primeiro monarca a fazer-se retratar na companhia de um cão numa pintura (em Galeria) de Jakob Seisenegger datada de 1530.
Este retrato de D. Sebastião de Cristóvão de Morais vem na esteira dos retratos na corte portuguesa iniciados pelo pintor flamengo Anthonis Moro. Em meados de 1550, este pintor recebeu de Maria de Habsburgo a incumbência para retratar o ramo português da família real tendo para tal viajado para Lisboa onde retratou o rei de D. João III (em Galeria) e a rainha D. Catarina, bem como os príncipes João e Maria, esta a futura esposa de Filipe II, após o que o pintor regressou a Bruxelas em novembro de 1553.

## História
A atribuição deste Retrato a Cristóvão de Morais baseia-se em fonte documental e na comparação iconográfica. Por um lado, por documento de 4 de Abril de 1571, a rainha D. Catarina pagou 12.000 reais a Cristóvão de Morais por um retrato de D. Sebastião. Por outro, a comparação estilística com outro Retrato de D. Sebastião (em Galeria) actualmente no Convento das Descalzas Reales em Madrid, também ele da autoria de Morais, por estar assinado e datado (1565), permite verificar as afinidades técnicas e estilísticas.
Cristóvão de Morais foi pintor retratista na Corte portuguesa entre 1522 e 1572, trabalhando sobretudo para a rainha D. Catarina da Áustria (esposa de D. João III) e para o rei D. Sebastião. Nomeado em 1554 examinador dos pintores da Corte de Lisboa, realizou inúmeros retratos de D. Sebastião que se enquadram no tipo de retrato real e para os quais foi influenciado pelas obras de Anthonis Mor e de Alonso Sánchez Coello.
O Retrato mandado fazer por D. Catarina em 1571, a pedido do Papa, foi visto no ano seguinte por D. Joana (retrato em Galeria), aquando da passagem da obra por Madrid, mas não se conhecendo a passagem do quadro pelo Vaticano, e dado que num dos inventários das Descalzas Reales se refere a existência de «um medio retrato de pincel, en lienzo, del dicho Sereníssimo Rey de Portugal, armado, con un lebrel cabo dél, de edad de diez y seis años" ("um retrato de meio corpo, em tela, do referido Sereníssimo Rei de Portugal, armado, com um galgo junto a si, com a idade de dezasseis anos"), podemos concluir que esta é a pintura mandada fazer por D. Catarina a Cristóvão de Morais.
A pintura foi comprada em Paris em 1885 por D. Maria Pia, tendo pertencido anteriormente à colecção da Duquesa de Villahermosa, descendente da Casa de Aragão, e tendo posteriormente sido doada ao MNAA pelo Conde da Penha Longa.

## Galeria

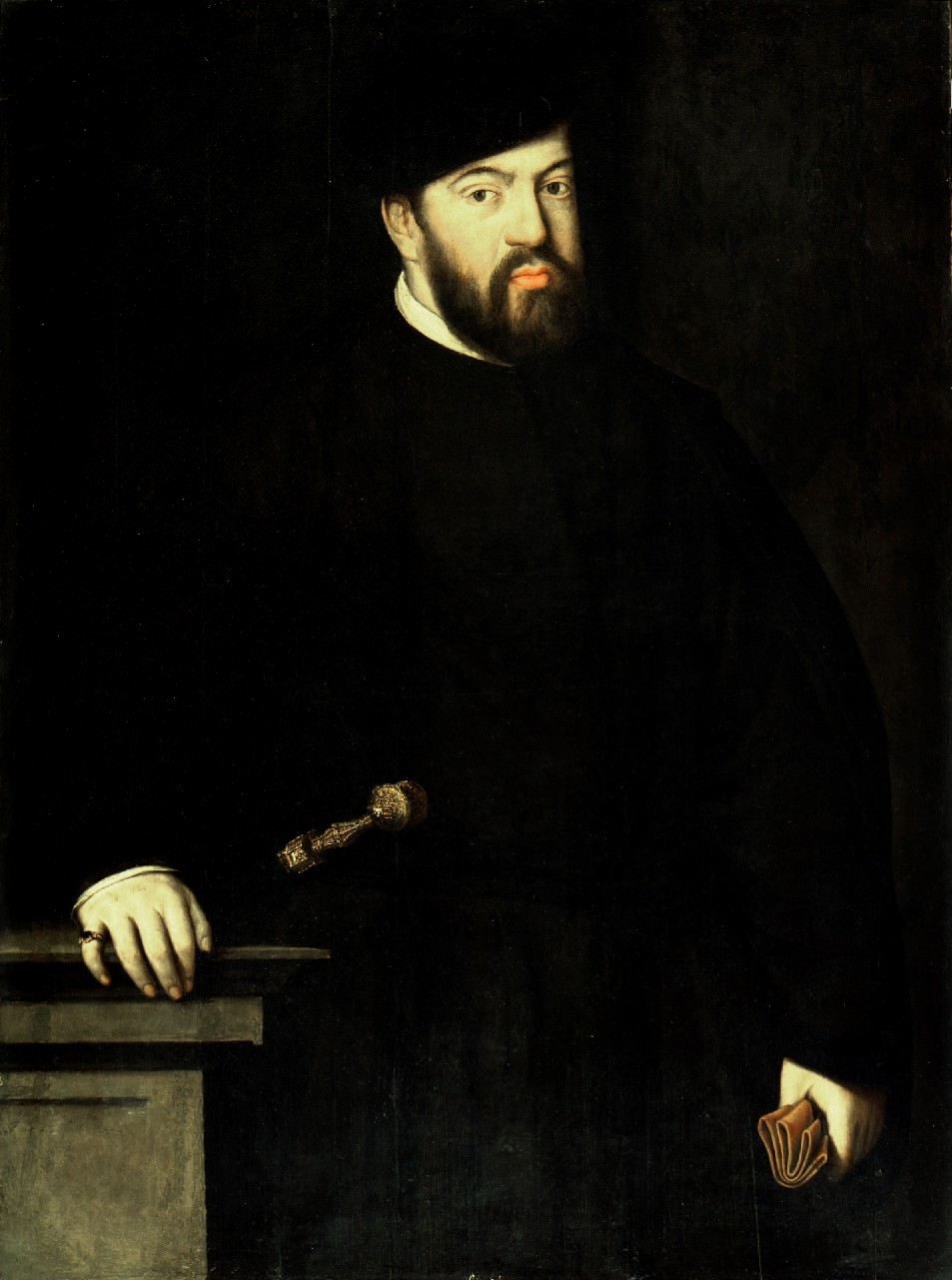
Retrato de D. João III (1552), por Antonis Mor, no Museu de Lázaro Galdiano, em Madrid
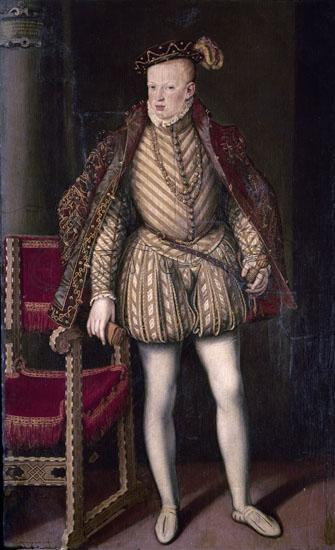
Retrato do rei D. Sebastião (1565), por Cristóvão de Morais, no Convento das Descalças Reais, em Madrid
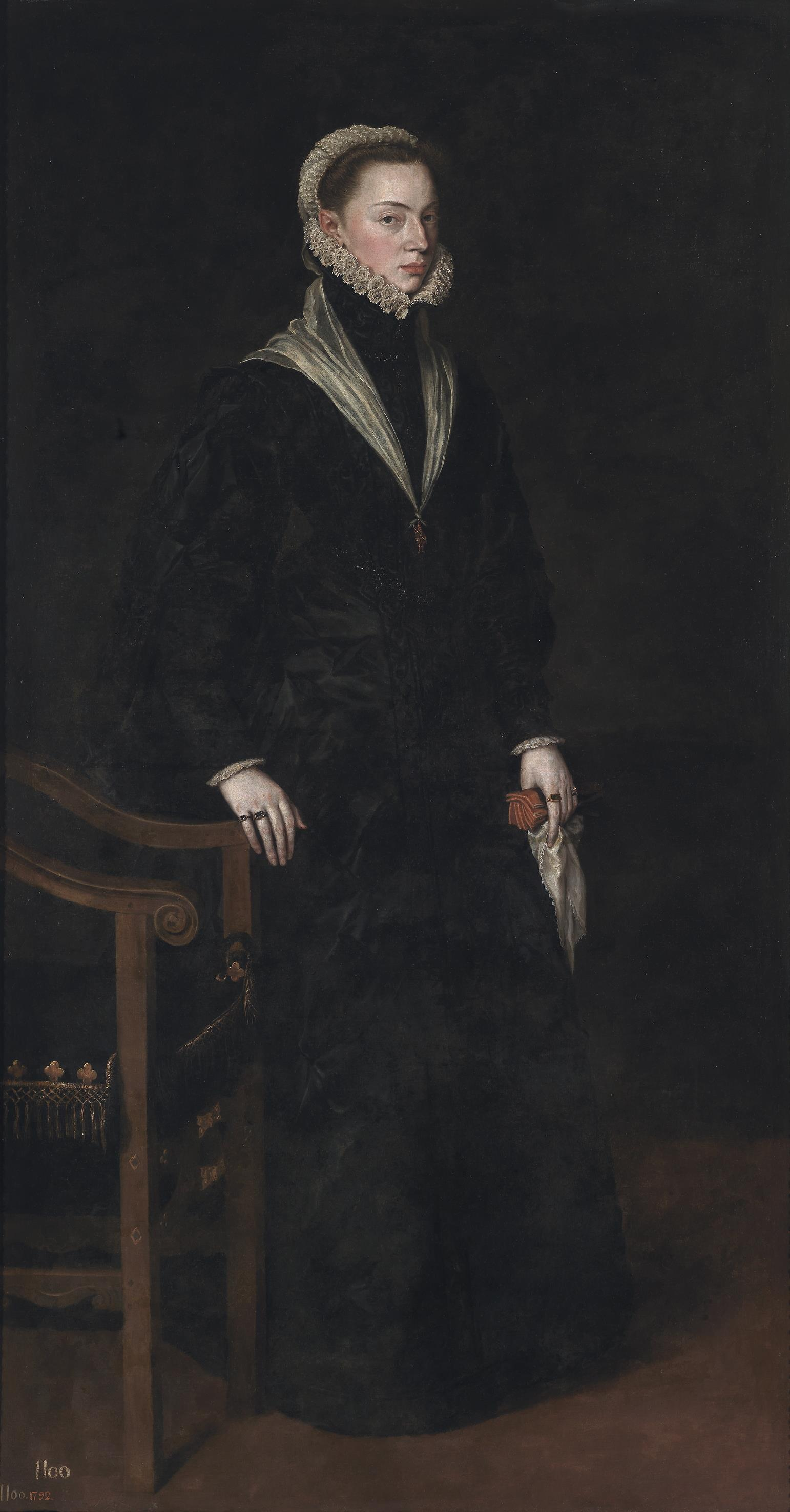
Retrato de D. Joana (1560), por Antonis Mor, no Museu do Prado, em Madrid
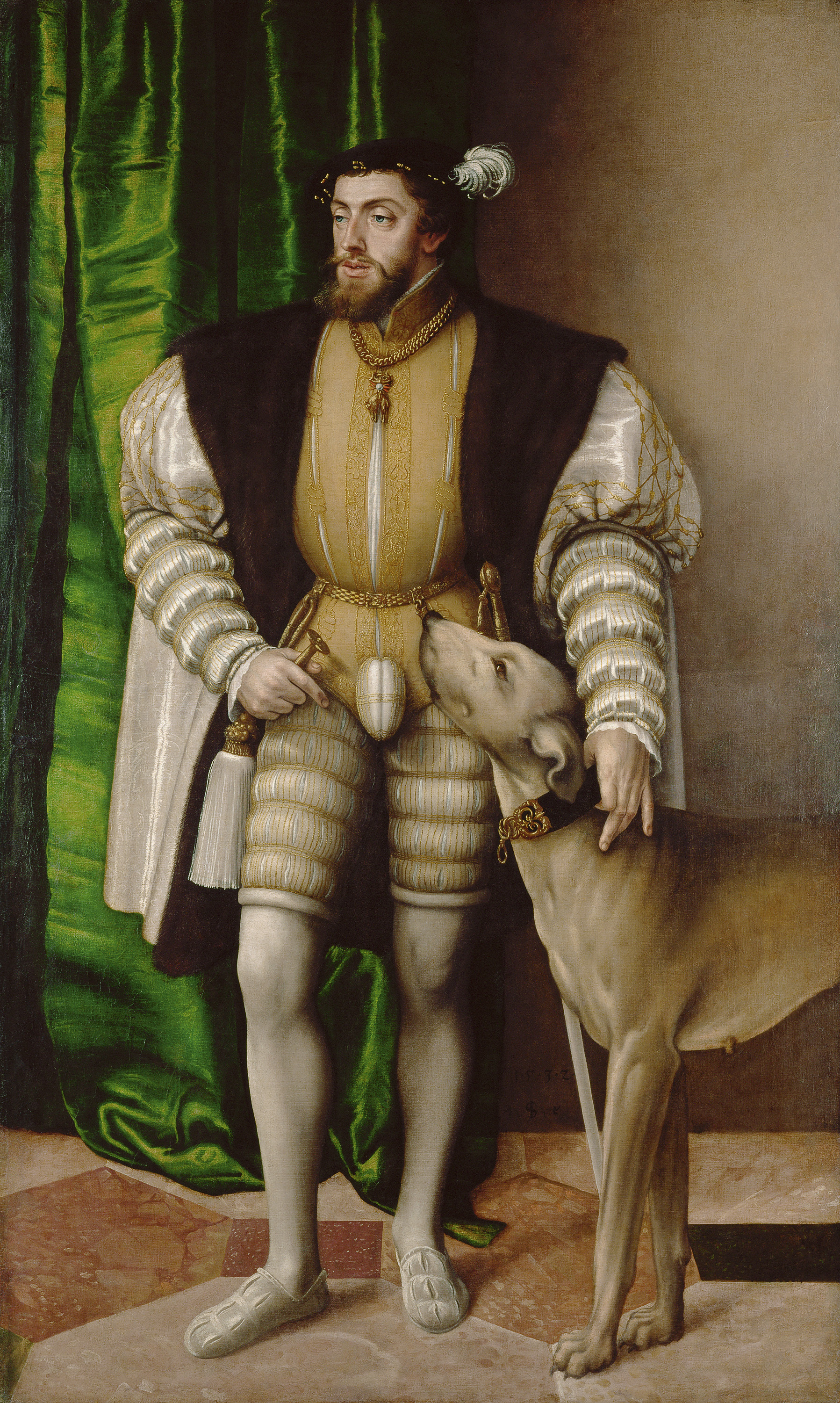
Retrato do Imperador Carlos V com Cão (1500-1558), de Jakob Seisenegger, no Museu de História da Arte em Viena
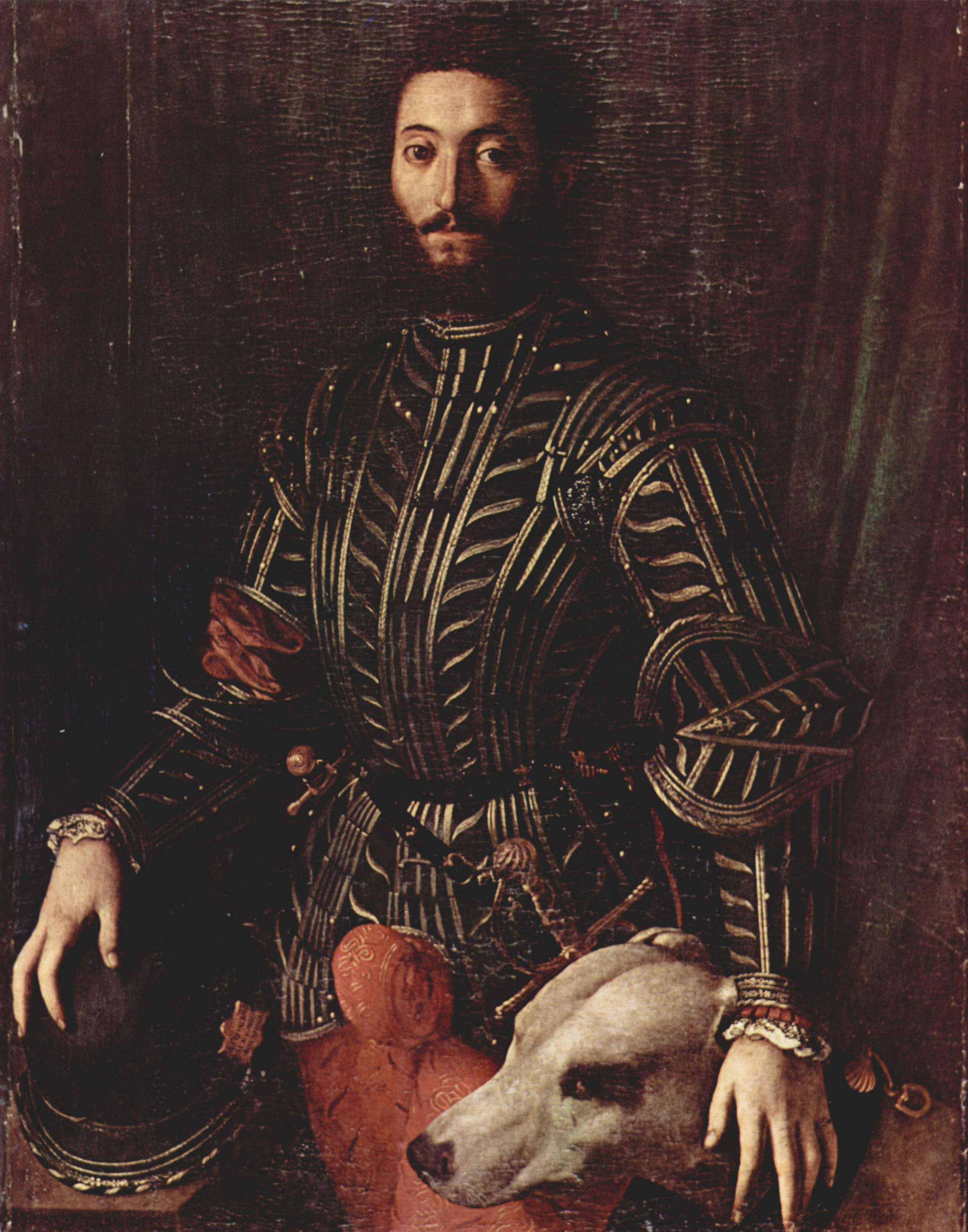
Retrato de Guidobaldo della Rovere (1531-1532), de Agnolo Bronzino, na Galleria degli Uffizi em Florencia

## Ligação externa
- Página Oficial do Museu Nacional de Arte Antiga,